# Cimetière de l'amitié
Le cimetière de l'amitié (Friendship Cemetery) est un cimetière situé à Columbus, Mississippi. En 1849, le cimetière est créé, sur 5 acres (2 ha), par l'ordre indépendant des Odd Fellows. La disposition initiale est composée de trois cercles imbriqués, symbolisant l'emblème des Odd Fellows. En 1957, le cimetière de l'amitié est agrandi pour atteindre 35 acres (14,2 ha), et est acquis par la ville de Columbus. Le cimetière est inscrit sur le Registre national des lieux historiques en 1980 et est désigné monument du Mississippi en 1989. En 2015, le cimetière contenait quelque 22 000 tombes à l'intérieur d'un domaine de 70 acres (28,3 ha) et il est encore en usage.

## Memorial Day
Au cours de la guerre de Sécession, Colombus sert d'hôpital militaire pour les blessés, en particulier après la bataille de Shiloh. Plus de 2000 soldats confédérés sont inhumés dans le cimetière de l'amitié ainsi que de 40 à 150 soldats de l'Union(p127).
Le 25 avril 1866, les tombes de ces soldats tombés au combat, à la fois confédérés et de l'Union, sont décorées avec des fleurs par un grand groupe de dames de Columbus. Les femmes – traitant les soldats comme des égaux – inspirent le poète Francis Miles Finch pour écrire le poème, The Blue and the Gray, qui est publié dans l'édition de 1867 de The Atlantic Monthly. En 1867, les restes de tous les soldats de l'Union sont exhumés et ré-inhumés dans le cimetière national de Corinth. Au fil du temps, ces journées de décoration des tombes, honorant ceux qui sont morts en service militaire, deviennent le Memorial Day.

### Monuments
Le cimetière contient deux monuments confédérés :

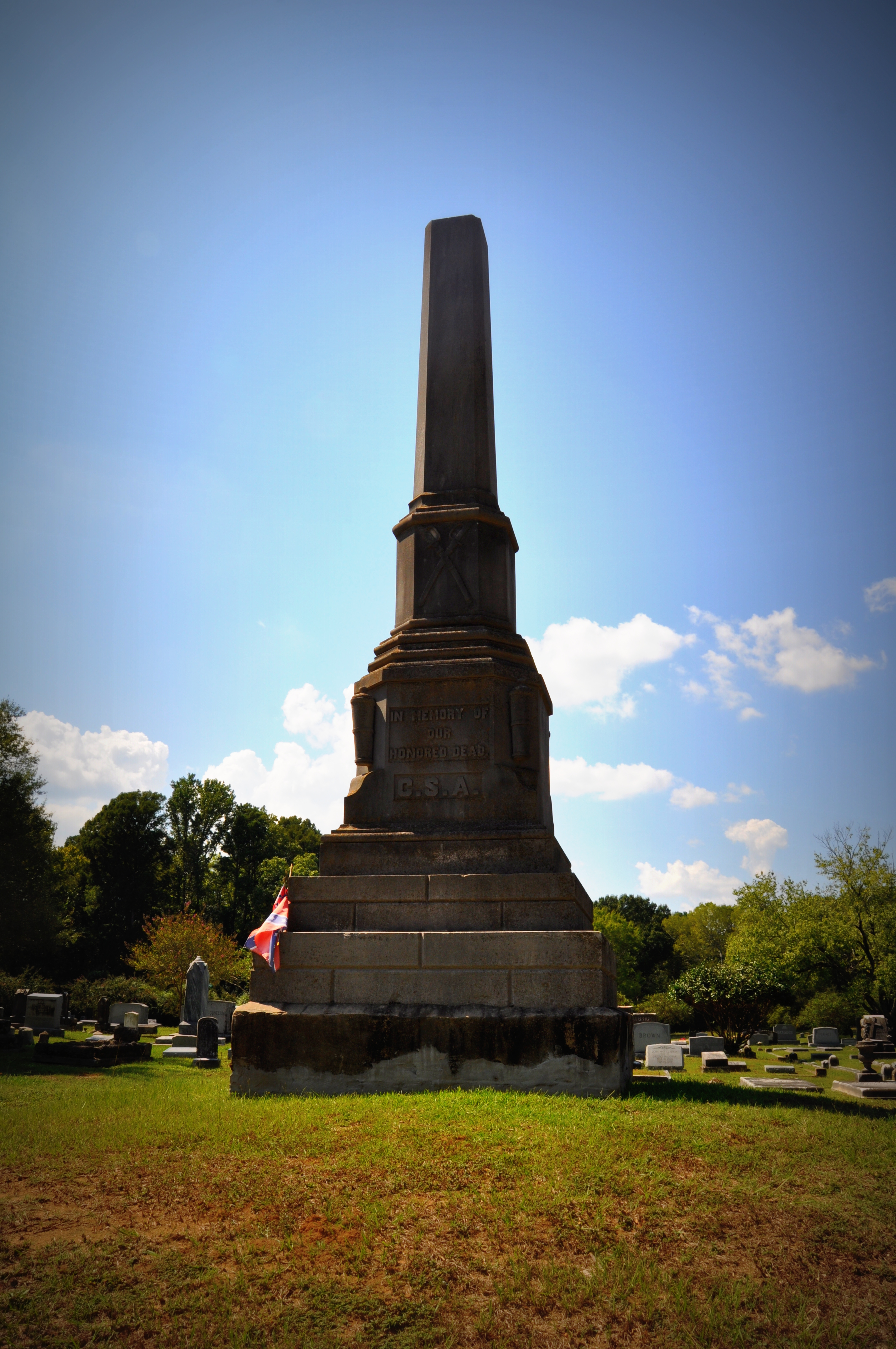
Monument aux morts confédérés (1873)
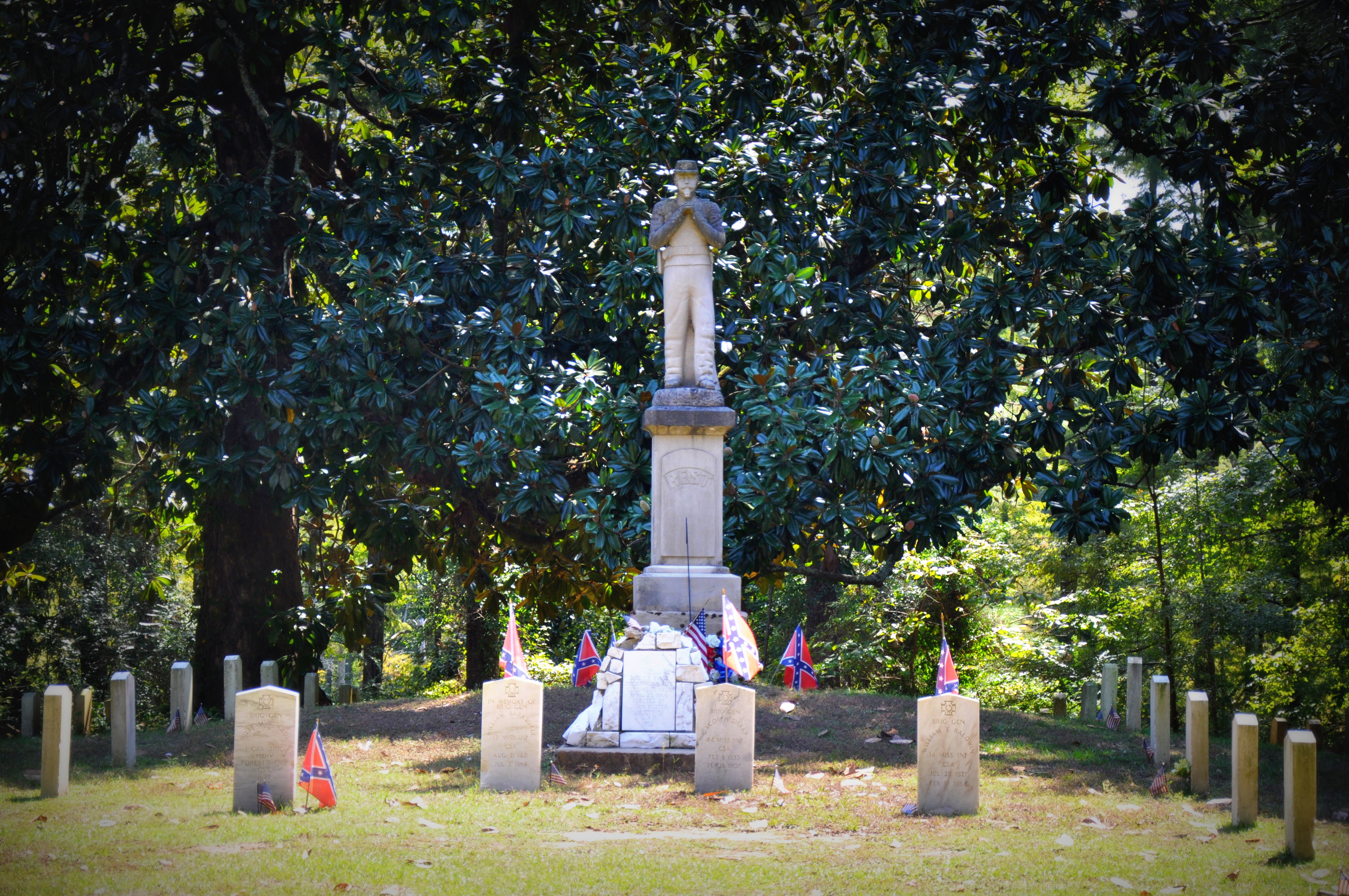
Monument au soldat inconnu confédéré (1894)

## Inhumations notables
- William Edwin Baldwin (1827 – 1864), brigadier-général confédérél au cours de la guerre de Sécession.
- William S. Barry (1821 – 1868), membre du Congrès provisoire des États Confédérés (1861 – 1862).
- William Cocke (1748 – 1828), Sénateur des États-Unis du Tennessee (1796 – 1797, 1799 – 1805).
- Cornell Franklin (1892 – 1959), juge qui a servi en tant que président du conseil municipal de Shanghai (1937 – 1940).
- Jeptha Vining Harris (1816 – 1899), brigadier-général confédéré pendant la guerre de Sécession.
- James Thomas Harrison (1811 – 1879), membre du Congrès provisoire des États confédérés (1861 – 1862).
- Clyde S. Kilby (1902 – 1986), auteur Américain et professeur d'anglais.
- Stephen Aneth Lee (1833 – 1908), lieutenant général confédéré au cours de la guerre de Sécession.
- Jehu Amatsia Orr (1828 – 1921), membre du Congrès provisoire des États confédérés et du deuxième Congrès confédéré.
- Jacob H. Sharp (1833 – 1907), brigadier-général confédéré pendant la guerre de Sécession.
- Jesse Speight (1795– 1847), sénateur des États-Unis du Mississippi (1845 à 1847).
- Henry Lewis Whitfield (1868 – 1927), gouverneur du Mississippi (1924 – 1927).
- James Whitfield (1791 – 1875), gouverneur du Mississippi (1851 à 1852).